# Gui Minhai
Pour les articles homonymes, voir Gui.
Compléments
freeguiminhai.org
Gui Minhai (chinois: 桂敏海 ou 桂 民 海), également connu sous le nom de Michael Gui, né le 5 mai 1964, est un érudit et un éditeur suédois né en Chine. C'est un auteur prolifique de livres sur la politique et les figures politiques chinoises; Gui a écrit environ 200 livres au cours de sa carrière de dix ans sous le nom de plume Ah Hai (阿海). Il est l'un des trois actionnaires de Causeway Bay Books à Hong Kong.

## Biographie

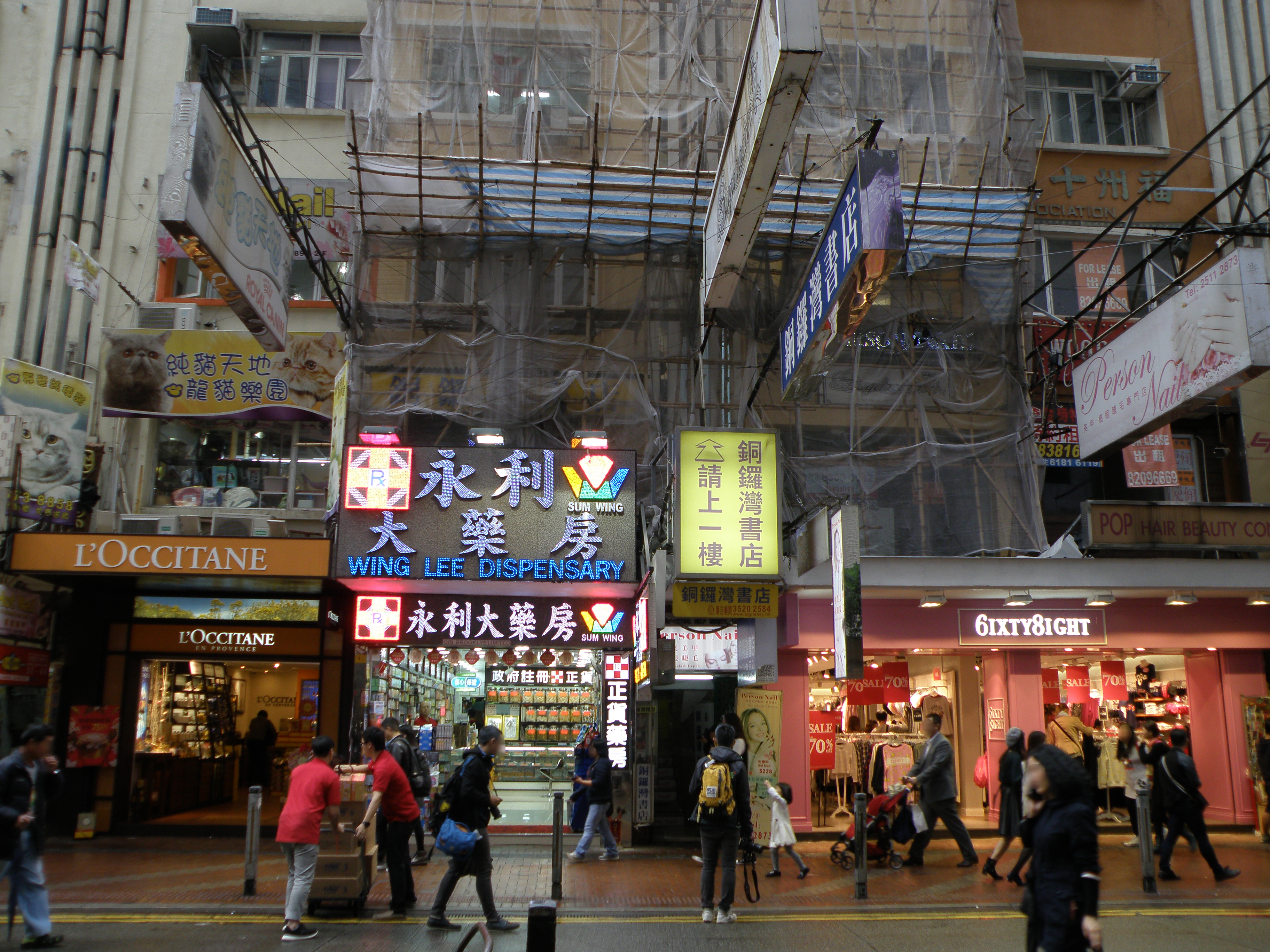
Librairie Causeway Bay Books dans Causeway Bay, Hong Kong; 3 janvier 2016

En octobre 2015, le régime chinois procède à l'arrestation de cinq libraires et éditeurs, vraisemblablement en raison d'activités jugées contraires aux autorités chinoises. Gui Minhai est un chinois, naturalisé suédois, il vit à Hong Kong, qui bénéficie d'un régime politique spécial. Gui Minhai exerçait sa profession de libraire avec une relative indépendance. Mais il était surveillé par les autorités chinoises.
Gui Minhai a été enlevé le 17 octobre 2015 alors qu'il était en vacances en Thaïlande et a été détenu dans un lieu tenu secret en Chine depuis. Ses proches disent qu'ils soupçonnent qu'il a été enlevé en Thaïlande par des agents chinois parce que ses publications ont critiqué le gouvernement chinois. Il aurait travaillé sur un livre détaillant les affaires du président chinois Xi Jinping pour la maison d'édition, Causeway Bay Books, selon Albert Ho, le député démocrate de Hong Kong.
Bei Ling a entendu la rumeur selon laquelle un livre était la raison principale de la disparition de Gui Minhai. Lee Bo pensait de la même façon. Le livre s'appelle Xi Jinping et ses maîtresses. Disponible sur Google Books, il s'agit d'un livre électronique, pas d'un livre physique. Le livre a deux versions. La première version comporte 135 pages et la seconde, 155 pages. Ils ont été publiés fin janvier 2016 et début février 2016,. Dans une interview, l'auteur a déclaré: Le livre a effectivement causé le problème de Gui Minhai.
Selon l'agence de presse chinoise Xinhua Gui Minhai, 51 ans, a été reconnu coupable de conduite avec des facultés affaiblies en août 2004. Il aurait été condamné à deux ans de prison, qui ont été différés de deux ans, après avoir frappé et tué une étudiante. L'agence de presse affirme que, craignant la prison, il a fui en 2004. La police chinoise le recherchait prétendument, bien que, selon Leung Chun-ying, le directeur général de Hong Kong, son cas n'ait jamais été renvoyé à la police de Hong Kong.
Lors d'une confession publique devant les caméras, il indique : « Je dois prendre la responsabilité légale de mes propres actions, et je suis prêt à accepter n'importe quelle punition », un aveu que les militants des droits de l'homme ont déclaré être probablement une confession forcée. 
La fille de Gui Minhai, Angela Gui, a déclaré dans un communiqué le 24 octobre 2017 que l'ambassade de Suède à Pékin l'avait informée il y a deux semaines que son père, un citoyen suédois, serait libéré le 17 octobre, juste avant le début d'une Congrès du Parti communiste chinois. Angela Gui, cependant, a dit qu'elle ne sait toujours pas où est son père, et que le personnel diplomatique suédois qui est allé rendre visite à Gui Minhai ce jour-là n'a pas pu le voir car les autorités ont dit qu'il avait déjà été libéré quelques heures auparavant.
Près de deux mois après l'arrestation de Gui Minhai en Chine, la Suède accuse un résident tibétain d'espionner d'autres exilés pour la Chine.
En novembre 2019, Gui Minhai reçoit en son absence Le Prix Tucholsky par Svenska PEN (PEN suédois).
En février 2020, il est condamné à dix ans de prison pour « avoir fourni illégalement des informations à l’étranger ».